# Klení (Hořice na Šumavě)
Klení, někdy také Klaní (německy Hafnern), je zaniklá osada na území obce Hořice na Šumavě (v katastrálním území Cipín) v okrese Český Krumlov. Ležela ve výši cca 700 m n. m. mezi Hořicemi na Šumavě a Slavkovem.

## Historie
První písemná zmínka o Klení  pochází z roku 1283. Od roku 1869 bylo Klení vedeno (do roku 1921 pod názvem Hafnern) jako osada obce Cipín. V roce 1930 zde stálo 12 domů a žilo 107 obyvatel. V roce 1950 bylo Klení vedeno jako osada obce Slavkov. V dalších letech Klení jako osada zaniklo a stalo se součástí obce Hořice na Šumavě. Po stránce církevní patřilo do římskokatolické farnosti Světlík.